# Amador County
Amador County je okres ve státě Kalifornie v USA. K roku 2010 zde žilo 38 091 obyvatel. Nachází se v pohoří Sierra Nevada. Správním městem okresu je Jackson. Sousední s okresy El Dorado County (na severu), Alpine County (na východě), Calaveras County (na jihu), San Joaquin County a Sacramento County (na západě).